# Orconectes deanae
Orconectes deanae är en kräftdjursart som beskrevs av Charles Wilson Reimer och Jester 1975. Orconectes deanae ingår i släktet Orconectes och familjen Cambaridae. IUCN kategoriserar arten globalt som livskraftig. Inga underarter finns listade i Catalogue of Life.